# Stefan Szelka
Stefan Szelka (ur. 23 grudnia 1924 w Niedośpielinie, zm. 7 października 2017) – pułkownik Ludowego Wojska Polskiego, działacz kombatancki.

## Życiorys
Podczas II wojny światowej walczył w szeregach Batalionów Chłopskich. W marcu 1945 roku wstąpił do Ludowego Wojska Polskiego, gdzie rozpoczął służbę w 61 Pułku Piechoty. W latach 1945–1946 uczestniczył w walkach z oddziałami UPA w rejonie Przemyśla i Sanoka. Był członkiem „Służby Polsce”, gdzie dowodził brygadami: 11. i 64., pracując m.in. przy budowie Zakładów Chemicznych Dwory w Oświęcimiu oraz Nowej Huty. W 1957 roku ukończył studia w Akademii Sztabu Generalnego i został skierowany na Śląsk Opolski, gdzie służył m.in. w 2 Warszawskiej Dywizji Zmechanizowanej, pełniąc m.in. funkcję zastępcy dowódcy ds. politycznych. W 1966 roku został awansowany na pułkownika. W latach 1972–1976 był zastępcą, a następnie Szefem Wojewódzkiego Sztabu Wojskowego w Opolu. Z czynnej służby odszedł w 1984 roku.
Przez ćwierć wieku szefował Zarządowi Wojewódzkiemu Związku Kombatantów Rzeczypospolitej Polskiej i Byłych Więźniów Politycznych w Opolu. Ponadto był członkiem m.in. Związku Bojowników o Wolność i Demokrację, Związku Byłych Żołnierzy Zawodowych, Związku Żołnierzy Wojska Polskiego, Komisji ds. Klubów Oficerów Rezerwy oraz Związku Wojewódzkiego Ligi Obrony Kraju. Był organizatorem Ogólnopolskiego Zlotu „Synów i Córek Pułku” w Opolu. Dzięki jego staraniom ufundowano 37 sztandarów organizacjom kombatanckim z Opolszczyzny, wspierał również opieki Domy Opieki Społecznej dla kombatantów w Opolu i Głubczycach.
Po śmierci został pochowany na cmentarzu komunalnym w Opolu-Półwsi.

## Odznaczenia
Za swe zasługi Stefan Szelka został odznaczony m.in. Złotym, Srebrnym i Brązowym Krzyżem Zasługi, Krzyżem Partyzanckim, Krzyżem Batalionów Chłopskich, odznaką honorową „Za zasługi dla województwa opolskiego” oraz licznymi odznaczeniami wojskowymi, resortowymi i samorządowymi. Dwukrotnie - w 2010 i 2015 roku - wnioskowano o nadanie mu tytułu „Zasłużonego dla miasta Opola”, ostatecznie tytuł ten nie został mu przyznany z uwagi na członkostwo w „Służbie Polsce”. Natomiast w 2016 roku otrzymał Marszałek Województwa Opolskiego Andrzej Buła przyznał mu tytuł „Społecznika Roku”.